# Passing
Unter Passing [ˈpɑːsɪŋ] (von englisch to pass for oder to pass as „als … durchgehen“, „sich als … ausgeben“) versteht man das soziologische Phänomen, dass die soziale Identität einer Person – etwa Geschlecht, Klasse, Ethnie, sexuelle Orientierung oder eine Körperbehinderung – von Außenstehenden nicht erkannt wird und die Person damit nicht den mit dieser Identität verbundenen gesellschaftlichen Erwartungen, Normen und Rechten unterliegt. So spricht man klassischerweise von erfolgreichem Passing, wenn ein Schwarzer mit sehr heller Haut für einen Weißen gehalten und entsprechend behandelt wird. Insbesondere in den USA ist dieses Phänomen sowohl im Alltag wie auch in der Forschung Thema.
Die ethische Bewertung des Passing und des meist damit einhergehenden subjektiven sozialen Prestigegewinns kann höchst unterschiedlich sein: Einerseits kann es als erfolgreiche Integration, andererseits insbesondere von Vertretern von Minderheitenrechten als politischer Opportunismus ausgelegt werden, da das „passing“ nicht an der Aufhebung sozialer Unterschiede und Diskriminierung orientiert ist, sondern gerade von solchen Unterschieden profitiert. Gleichzeitig kann es aber von der Gruppe, deren Identität der Passer annimmt, als Verletzung einer natürlichen Ordnung und Inanspruchnahme von Vorteilen interpretiert werden, die dem Betreffenden nicht zustehen, und entsprechende Feindseligkeit hervorrufen.

## Die „passing novel“
Das Phänomen des Passing findet gerade in der amerikanischen Literatur ein starkes Echo; mittlerweile wird auch ein eigenes Genre, die sogenannte passing novel postuliert. Ein sehr bekanntes Beispiel ist Philip Roths Der menschliche Makel (2000).
Das früheste bekannte Beispiel einer ‚passing novel‘ ist der französische Roman Marie; ou, L’Esclavage aux États-Unis (1835) von Gustave de Beaumont. Die ersten amerikanischen Autoren, die sich der Thematik annehmen, sind William Wells Brown mit Clotel; or, The President’s Daughter: A Narrative of Slave Life in the United States (1853) und The Garies and Their Friends (1857), von Frank J. Webb. William Wells Brown selbst war ein ehemaliger Sklave afroamerikanischer Herkunft, der mit seiner Autobiographie Narrative of William Wells Brown, a Fugitive Slave (1847) zu einem anerkannten Schriftsteller wurde. Allen Romanen des 19. Jahrhunderts ist dabei eigen, dass sie das Phänomen des Passing als durchweg positiv und ohne jede Ambivalenz beschreiben; sie verstehen sich als erfolgreiche Realisierung des amerikanischen Traums.
Dies änderte sich im 20. Jahrhundert, so etwa bei Nella Larsen und ihrem Roman Passing (1929), der wohl die sprichwörtliche Verwendung des Begriffs entscheidend prägte, und Jessie Redmon Fausets Plum Bun aus demselben Jahr. Fannie Hursts Roman Imitation of Life (1933) wurde bereits ein Jahr nach seinem Erscheinen von Universal Pictures aufwendig verfilmt. Hier ist der politisch-emanzipatorische Kontext und die Ambivalenz des Passing selbst deutlich akzentuiert.
In jüngerer Zeit hat sich der Schwerpunkt der Thematik vom Roman weg hin zu Sachbüchern verlagert: Beispiele sind Shirlee Taylor Haizlips The Sweeter the Juice: A Family Memoir in Black and White, Life on the Color Line: The True Story of a White Boy Who Discovered He Was Black von Gregory Howard Williams und Love on Trial: An American Scandal in Black and White von Earl Lewis und Heidi Ardizzone. Black Like Me ist der Bericht des Journalisten John Howard Griffin über seine Erfahrungen als Weißer, der aufgrund seiner dunkleren Hautfarbe in den späten 1950ern als Schwarzer behandelt wurde. In seinem Essay White Like Me thematisierte Henry Louis Gates das Passing des Literaturkritikers Anatole Broyard.